# Ciudad Evita
Ciudad Evita é uma cidade da Argentina, localizada no distrito de La Matanza, na zona oeste da Grande Buenos Aires.